# Pascal Bourgeois
Pascal Bourgeois, né en 1968 à Chalon-sur-Saône, est un ancien joueur de basket-ball français. Il mesure 1,90 m.

## Biographie
A débuté le basket à 9 ans à l'USCC (Union Sportive des Cheminots Chalonnais) en 1977, a connu la sélection départementale de Saône et Loire en 1978 et 1979, et a joué à l'USCC jusqu'en catégorie cadets. 
Mutation au club de l'Élan Sportif Chalonnais lors de la saison 1985/1986 en catégorie junior.
Intégration en équipe 1 lors de la saison 1987/1988 en Nationale 4, et jouera successivement en Nationale 3 lors de la saison 1989/1990, puis en Nationale 2 lors de la saison 1990/1991 pendant 4 saisons, jusqu'à la saison 1993/1994, puis en Pro B lors de la saison 1994/1995.
Mutation à Curgy (Saône et Loire) en Nationale 3 lors de la saison 1995/1996.
Puis retour à l'Élan Chalon lors de la saison 1996/1997 pour jouer en senior 2 (Excellence régionale puis Prénationale Bourgogne).

## Clubs
- 1987 - 1995 :  Chalon-sur-Saône (Nationale 4 puis Nationale 3 puis Nationale 2 puis Pro B)
- 1995 - 1996 :  Curgy (Nationale 3)
- 1996 - ???? :  Chalon-sur-Saône 2 (Excellence régionale puis Prénationale Bourgogne)

## Palmarès
- Champion de France de Nationale 2 en 1994

Chalon-sur-Saône / Angers BC : 92-65 (à Cambrai)
- Finaliste coupe de france amateur en 1993

Besançon / Chalon-sur-Saône : 79-64 (à Saint-Michel-de-Maurienne)
- Champion de France de Nationale 4 en 1989 à Epinal (en final4).

Demi-finale :
Chalon-sur-Saône / Ban-le-Lot Guadeloupe : 93-58
Finale :
Chalon-sur-Saône / Dragons Tahiti : 79-76
- Titre honorifique individuel:

Meilleur 6ème homme de la division saison 1993/94

## Sources
- Maxi-Basket
- Le journal de Saône-et-Loire